# Himertosoma zairense
Himertosoma zairense là một loài tò vò trong họ Ichneumonidae.